# Andrzej Zeńczewski
Andrzej Zeńczewski (ur. 28 września 1963) – gitarzysta, wokalista, producent muzyczny, współlider zespołów Daab i Szwagierkolaska.
Był współzałożycielem Daabu (grudzień 1982). Od 1984 do 1989 roku grał w zespole T.Love Alternative. W latach 80. prowadził zespół Niepodległość Trójkątów, w którym grał z nim m.in. Kuba Sienkiewicz. W roku 1995 razem z Muńkiem Staszczykiem założył grupę Szwagierkolaska. W tym samym roku wziął udział w koncercie „List do R. na 12 głosów” w hołdzie Ryszardowi Riedlowi z Dżemu w katowickim Spodku, gdzie zaśpiewał „Dzień, w którym pękło niebo” i „Naiwne pytania”. Utwory te uwiecznione zostały na albumie „List do R. na 12 głosów”. Obecnie nadal jest liderem grupy Daab, pojawia się również okazyjnie na koncertach T.Love.

## Wybrana dyskografia
- Zipera – Druga strona medalu (2004, gościnnie)[3]
- Fu – De Facto (2011, gościnnie)[4]